# بيتر إل. همر
بيتر إل. همر (بالإنجليزية: Peter L. Hammer)‏ هو رياضياتي أمريكي، ولد في 23 ديسمبر 1936 في تيميشوارا في رومانيا، وتوفي في 27 ديسمبر 2006 في برينستون في الولايات المتحدة بسبب حادث مرور.